# Гаврилівська сільська рада (Вишгородський район)
Гаври́лівська сільська́ ра́да — адміністративно-територіальна одиниця та орган місцевого самоврядування у Вишгородському районі Київської області. Адміністративний центр — село Гаврилівка.

## Загальні відомості
Гаврилівська сільська рада утворена в 1919 році.
Територією ради протікає річка Кізка.

## Населені пункти
Сільській раді були підпорядковані населені пункти:
- с. Гаврилівка
- с. Тарасівщина

## Склад ради
Рада складалася з 14 депутатів та голови.
- Голова ради: Покрасьон Олег Григорович

### Керівний склад попередніх скликань
| Прізвище, ім'я, по батькові  | Основні відомості                                                         | Дата обрання | Дата звільнення |
| ---------------------------- | ------------------------------------------------------------------------- | ------------ | --------------- |
| Бондаренко Олег Анатолійович | Сільський голова, 1966 року народження, освіта вища, безпартійний         | 26.03.2006   | 31.10.2010      |
| Бондаренко Олег Анатолійович | Сільський голова, 1966 року народження, освіта вища, член Партії регіонів | 31.10.2010   | 25.10.2015      |
| Покрасьон Олег Григорович    | Сільський голова, 1983 року народження, освіта вища, безпартійний         | 25.10.2015   |                 |

Примітка: таблиця складена за даними сайту Верховної Ради України та ЦВК

### Депутати VII скликання
За результатами місцевих виборів 2015 року депутатами ради стали:

#### За суб'єктами висування
| Суб'єкт висування | Кількість обраних депутатів | %      |
| ----------------- | --------------------------- | ------ |
| Самовисування     | 14                          | 100.00 |

#### За округами
| № округу | Прізвище, ім'я, по батькові       | Ким висунуто  | Дата нар.  | Освіта             | Партійна приналежність | Відомості                                                 |
| -------- | --------------------------------- | ------------- | ---------- | ------------------ | ---------------------- | --------------------------------------------------------- |
| 1        | Федосенко Тетяна Олексіївна       | Самовисування | 26.10.1965 | середня спеціальна | безпартійна            | с. Гаврилівка, тимчасово не працює                        |
| 2        | Лук'яненко Вікторія Володимирівна | Самовисування | 30.06.1985 | вища               | безпартійна            | ТОВ «Альянс краси», помічник директор                     |
| 3        | Сучок Лариса Іванівна             | Самовисування | 22.01.1971 | вища               | безпартійна            | Синяківська ЗОШ І-ІІ ст., вчитель                         |
| 4        | Бондар Світлана Борисівна         | Самовисування | 20.04.1970 | загальна середня   | безпартійна            | с. Гаврилівка, приватний підприємець                      |
| 5        | Мороз Наталія Петрівна            | Самовисування | 19.05.1982 | вища               | безпартійна            | ДНЗ (ЯС) КТ «Веселка», завідувач по господарству          |
| 6        | Тюрменко Ярослав Миколайович      | Самовисування | 02.12.1981 | вища               | безпартійний           | «Альвамір», директор                                      |
| 7        | Покрасьон Олена Сергіївна         | Самовисування | 11.05.1987 | вища               | безпартійна            | Гаврилівська сільська рада, секретар виконавчого комітету |
| 8        | Осипенко Андрій Володимирович     | Самовисування | 12.01.1984 | вища               | безпартійний           | с. Гаврилівка, приватний підприємець                      |
| 9        | Ковальчук Наталія Сергіївна       | Самовисування | 21.06.1978 | середня спеціальна | безпартійна            | ДНЗ № 17 «Веселка», завідувач по господарству             |
| 10       | Смик Олександр Юрійович           | Самовисування | 28.12.1984 | вища               | безпартійний           | ТОВ АПК РЕМ-Буд, виконроб                                 |
| 11       | Олефіренко Іван Миколайович       | Самовисування | 29.09.1960 | вища               | безпартійний           | ЖКП «Поліське», директор                                  |
| 12       | Гарбовський Павло Васильович      | Самовисування | 27.11.1960 | середня спеціальна | безпартійний           | с. Гаврилівка, приватний підприємець                      |
| 13       | Шуневич Микола Миколайович        | Самовисування | 27.10.1970 | загальна середня   | безпартійний           | ДП «Клавдієвське лісове господарство», лісник             |
| 14       | Давидова Оксана Валеріївна        | Самовисування | 31.07.1984 | середня спеціальна | безпартійна            | ФАП с. Тарасівщина, фельдшер                              |